# Phyllodes perspicillator
Phyllodes perspicillator là một loài bướm đêm trong họ Noctuidae.